# Titan Klin
HK Titan Klin je hokejový klub z ruského města Klin. Je účastníkem druhé nejvyšší soutěže.

## Historie
Klub byl založen v roce 1953 jako Chimik Klin, od roku 1991 nese současný název. Klubové barvy jsou zelená a žlutá. V devadesátých letech tým několikrát vyhrál třetí nejvyšší soutěž, ale nemohl postoupit, protože neměl vlastní zimní stadión. To se změnilo až v roce 2003, kdy byl ve městě otevřen Ledový palác, nesoucí jméno Valerije Charlamova, který zemřel při autonehodě nedaleko Klinu. V sezóně 2003/2004 hrál Titan Východoevropskou ligu, skončil na pátém místě a vyhrál ligový pohár. Od roku 2005 hraje Vyšší ligu. Jako jeden z mála jejích účastníků není farmou klubu KHL. Trenérem byl od července do listopadu 2011 Jan Zachrla.